# Anton Günther Friedrich Elimar

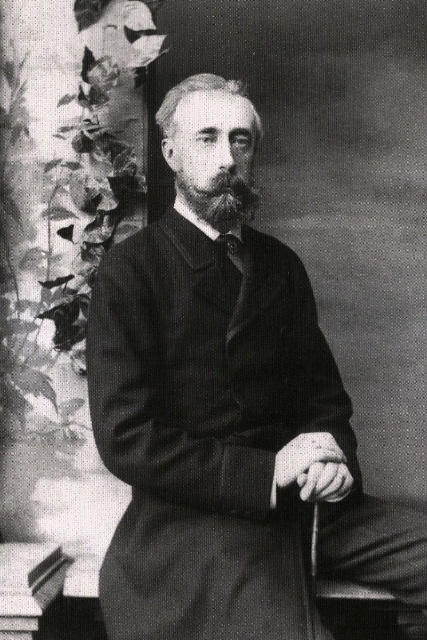
Elimar de Oldenburg

Anton Gunther Friedrich Elimar (23 ianuarie 1844 – 17 octombrie 1895) a fost duce de Oldenburg.

## Biografie
A fost cel de-al treilea fiu al lui Augustus, Mare Duce de Oldenburg și a celei de-a treia soții, Prințesa Cecilia a Suediei. Mama lui a fost fiica regelui detronat Gustav al IV-lea Adolf al Suediei. Elimar a fost fiul cel mic însă singurul din cei trei care a supraviețuit. Sora lui vitregă a fost Amalia de Oldenburg, regină consort a Greciei, iar fratele său vitreg a fost Petru al II-lea, Mare Duce de Oldenburg.
Elimar a fost un prinț fermecător și a încercat din răsputeri să-l mulțumească pe îngrijoratul său tată. Tatăl său era hotărât să-și păstreze fiul în viață și s-o facă mîndră pe soția sa Cecilia. Elimar fost răbdător și spre deosebire de frații și surorile lui vitrege, a vrut să aibă o educație bună. El a mers la academii publice.

### Căsătorie
La 9 noiembrie 1876, la Viena, el s-a căsătorit morganatic cu baroneasa Natalie Vogel von Friesenhof (8 aprilie 1854 - 9 ianuarie 1937 ), nepoata lui Alexandru Pușkin și verișoara soției Prințului Nikolaus Wilhelm de Nassau. Cuplul a avut doi copii:
- Contesa Alexandrine Gustava Friederike von Welsburg (11 octombrie 1877 - 13 aprilie 1901); care a murit necăsătorită la vârsta de 23 de ani
- Contele Gustav Gregor Alexander von Welsburg (29 august 1878 - 29 noiembrie 1927); care s-a căsătorit cu contesa Luise von Hahn și a fost tatăl a trei fiii și o fiică.

Fostul lor castel din Brodzany (Slovacia) astăzi este muzeu Pușkin.